# پاتریک ری
پاتریک ری (انگلیسی: Patrick Rey؛ زادهٔ ۱۵ مارس ۱۹۵۹) بازیکن فوتبال اهل فرانسه است.
از باشگاه‌هایی که در آن بازی کرده‌است می‌توان به باشگاه فوتبال لیل، باشگاه ورزشی مون‌پلیه، و باشگاه فوتبال آنژه اشاره کرد.